# Tira (personaggio)
Tira (ティラ?) è un personaggio immaginario della serie di videogiochi picchiaduro Soulcalibur. È una giovane assassina sociopatica al servizio di Nightmare. Fa la sua prima apparizione in Soulcalibur III.

## Storia

### Soulcalibur III
Tira nasce in una data imprecisata del 1574, probabilmente presso una regione rurale della Germania. Viene allevata da un clan di assassini noto come "Gli Uccelli Migratori", ma se sia orfana oppure figlia di assassini non è chiaro. In tale ambiente, diventa inevitabilmente un'assassina ella stessa e per la giovane, già di suo affetta da disturbi psichici, uccidere è una vera e propria macaberrima abitudine della quale non può fare a meno.
Dopo la morte del suo intero clan, ella vive per un breve periodo di tempo normalmente, con una famigliola adottiva, ma la sua violenta natura ha la meglio e si ritrova a vagare senza meta, uccidendo chiunque incrociasse il suo cammino. Ben presto viene a sapere di uno spietato carnefice che vaga terrorizzando villaggi e reami, conosciuto come il "Cavaliere Azzurro". Un guizzo al cuore pervade Tira alla notizia dell'esistenza di qualcuno simile a lei, mettendosi alla sua ricerca.
Servendosi della scia di morte e distruzione lasciata dal Cavaliere, Tira riesce a trovarlo, ma rimane delusa scoprendo che Nightmare altri non è che un'armatura posseduta dallo spirito malefico della Soul edge.
Non avendo nulla da perdere, Tira diventa la sua fedele servitrice. La missione a lei affidata da Nightmare consiste nel trovare un corpo adatto, per ospitarvi lo spirito della Soul Edge.
Pyrrha, la figlia maggiore di Sophitia, che portava in sé i frammenti della spada maledetta, era l'ospite più adatto secondo Tira, che subito si precipita nella sua ricerca. Dopo aver sconfitto Abyss, Tira recupera la Soul Edge e si dirige a casa di Sophitia. Il finale in questo caso è a scelta del giocatore.
Epilogo 1: Tira arriva a casa di Sophitia e si imbatte in un corridoio. Opta per la porta a sinistra e trova i bambini, Phirra e Patroclo la vedono e le dicono "Buona sera signora, cos'è quell'oggetto che ha in mano?" e Tira risponde melliflua "Oh, sono contenta che vi piaccia...."
Epilogo 2: Tira arriva a casa di Sophitia e si imbatte in un corridoio. Opta per la porta a destra e ad attenderla ci sono Cassandra e Sophitia, armate con le loro rispettive armi. Non avendo altra scelta, Tira si dà alla fuga e giunge in un bosco. L'aura della Soul Edge inghiotte il corpo Tira, che lancia un grido di dolore. Osservando il suo nuovo corpo la Soul Edge bisbiglia tra sé e sé non è molto, ma per ora è sufficiente.

### Soulcalibur IV
Tira perde il senno e diventa completamente pazza tanto da essere affetta da doppia personalità. Caratteristica che nel nuovo episodio è stata considerata nel gameplay vero e proprio. La storia di Tira si svolge sempre al fianco del suo padrone Nightmare. Il finale è unico e non può essere scelto come nel precedente episodio.
Tira si inchina davanti al suo padrone Nightmare nel castello di Ostrheinsburg per offrirgli le anime catturate per la spada malvagia. Ad un tratto Nightmare si sente male e Tira capisce che il suo corpo non riesce più a controllare la sua forza e a questo punto tenta di soccorrerlo.
In quel momento la sua parte sadica e malvagia fa riflessioni di quello che sta accadendo e intima la parte che potremmo definire "innocente" di unirsi ad essa e uccidere soltanto per il puro gusto di farlo senza rispondere agli ordini di nessuno. Il corpo di Nightmare poi scompare sotto un'esalazione di energia malvagia e Tira la acquisisce subito dopo.
La frase di chiusura dell'epilogo dice che adesso la Soul Edge è scomparsa ma ritornerà ad ardere il pianeta di terrore.

### Soulcalibur V
In Soulcalibur V, impostato 17 anni dopo gli eventi di Soulcalibur IV. La Soul Edge riemerse come Tira e decise di manipolare Pyrrha (figlia di Sophitia) per prendere la spada usufruendo del suo isolamento e della precedente esposizione alle energie della Soul Edge. Una volta che Patroklos (fratello di Pyrrha) la sconfigge per salvare sua sorella, Lei se ne andò semplicemente.

### Soulcalibur VI
Tira è il primo personaggio annunciato come contenuto da scaricare tramite season pass o dlc individuale.

## Aspetto

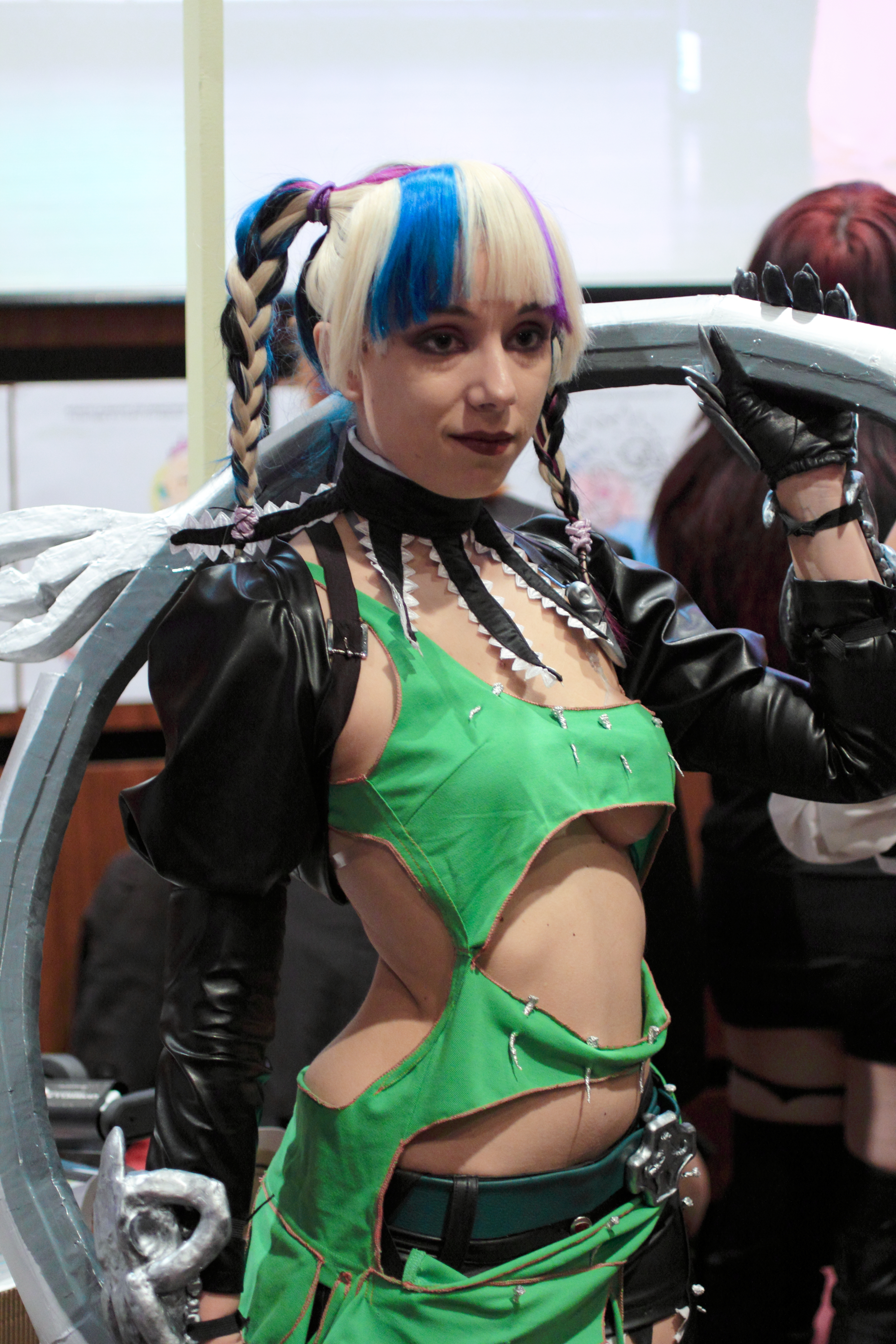
Cosplay di Tira

Tira è una giovane ragazza diciassettenne (la sua età può essere visualizzata nel "museo" in Soulcalibur III) con un aspetto spettrale e cupo, sempre circondata da corvi, con carnagione pallida e un look generalmente da giullare che le dà un'aura da clown malvagio. Un suo segno particolare è il neo che ha sotto l'occhio destro.

### Soulcalibur III
Tira ha i capelli corti verdi, una maglia verde strappata sotto il seno e un paio di guanti viola che ricordano molto una tipica fata da fiaba. Allo stesso modo i pantaloni a cui sono aggiunti dei gambali da cavaliere di metallo (in riferimento al fatto che viveva con dei soldati mercenari).
Il secondo vestito da a Tira un aspetto decisamente più dark. Ha il viso truccato in modo pallido, i capelli acconciati in modo diverso ai lati, una casacca di colore giallo ornata con dei teschi d'argento e degli stivali marroni.

### Soulcalibur IV
Tira in questo episodio ha i capelli castani e lunghi ma divisi da due code di cavallo ai lati di cui una più corta dell'altra. Ha il viso truccato con l'ombretto e la matita sugli occhi, il rossetto scuro e il viso dal fondotinta pallido. Indossa un vestito tipicamente settecentesco di colore rosso decorato con dei fili d'oro e dei disegni circolari. I guanti sono riciclati da un'armatura e sono tutt'al più di caratteristiche fiabesche e non reali come quelli dei cavalieri. I pantaloni sono simili a quelli alla Zuava e gli stivali sono tipicamente nobili e settecenteschi.
Il secondo vestito invece ricorda in parte lo scorso episodio di Soulcalibur ed è quello di un giullare. È di colore viola ed è molto rilevante il grosso cappello che indossa Tira.

### Soulcalibur V
Tira in questo episodio ha i capelli bianchi con meches multicolor, lunghi con le solite trecce. Ha il viso truccato con l'ombretto e la matita sugli occhi, il rossetto chiaro e il viso dal fondotinta pallido. Indossa un vestito simile a quello di Soulcalibur III, però decorato con dei chiodi, con stivali di ferro e armatura. Nel secondo vestito Tira ha i capelli legati e una collana con corpetto di piume arancione e gialle.

## Armi
Tira utilizza delle "lame ad anello" di diverse tipologie. Quest'arma consiste in un'arma a forma di Hula Hoop con il bordo tagliente. La preferita di Tira si chiama "Eiserne Drossel" ed è un anello di acciaio con una circonferenza esterna raffigurante 3 paio di ali appuntite di uccello rapace. È resistente e pericolosa da entrambi i lati, sia esterno che interno, ma Tira riesce a maneggiarla in modo eccellente a dispetto di questo svantaggio.
In Soulcalibur III la lama ad anello primaria prende invece il nome di "Aiselne Drossel": con molta probabilità è un errore di traduzione della frase tedesca che significa "Tordo di acciaio" (che si rifà alla forma della lama).
In Soulcalibur IV questo errore è stato corretto ed è stato inserito il nome originale come citato sopra.
Una versione alternativa dell'Eiserne Drossel è presente nei due episodi di Soulcalibur scegliendo il secondo vestito di Tira. Questa è di colore nero ed è ornata da dei teschi di acciaio stilizzati.
Esistono altre versioni bonus acquistabili che presentano le modifiche più svariate delle lame ad anello usate da Tira e che prendono i seguenti nomi: Bifrost, Ixion, Vimana, Ouroboros, Cogwheel.
In Soulcalibur IV l'arma "scherzo" consiste in un vero e proprio Hula Hoop bianco con strisce viola che genera un rumore plasticoso ogni volta che si colpisce l'avversario. In Soulcalibur III l'arma scherzo è invece un ingranaggio giocattolo.
Nota: Drossel si tradurrebbe anche "farfalla", ma come suggerisce la presenza di uccelli rapaci che viaggiano insieme a Tira viene meglio tradotto come tordo o mughetto.

## Stile di combattimento

### Gloomy e Jolly Side
In Soulcalibur IV sono state aggiunte due modalità di attacco che prendono il nome di Jolly Side, che come suggerisce il nome vede Tira divertita e vogliosa di "giocare" con il suo avversario infierendogli delle torture e successivamente la morte, e l'altra di Gloomy Side, in cui Tira viene pervarsa da una nevrosi che si manifesta con tanta violenza verso chi le sta davanti che ci rimette la sua stessa energia fisica. Difatti Tira, come si racconta nella trama, è affetta da duplice personalità.
Il set di mosse in Jolly Side è stato riciclato da Soulcalibur III, mentre il Gloomy Side offre azioni completamente nuove caratterizzate da maggior violenza e velocità.
Tuttavia la debolezza di Tira nel Jolly Side e i suoi attacchi benché forti, ma suicidi, del Gloomy Side la rendono un personaggio giocabile abbastanza difficile da utilizzare. Durante il gioco la personalità di Tira passa dal Gloomy al Jolly a seconda di determinate circostanze (effettuando il Taunt, quando viene colpita, quando ha poca energia, quando cade dal ring).
In ogni caso può essere effettuata una mossa con cui Tira colpisce il cerchio d'acciaio con la testa per arrabbiarsi e passare al Gloomy. Tuttavia, non è l'unico metodo che il giocatore può utilizzare: anche effettuare la provocazione con Tira si ha circa il 70% di possibilità di cambiare fra Jolly e Gloomy Side e viceversa.

### Moveset
Tira è caratterizzata in generale da una serie di attacchi acrobatici, veloci e quasi tutti a corto raggio. I suoi attacchi tendono a lanciare l'avversario al din fuori del ring in quasi tutti i casi, che sia una presa o un attacco verticale. Il tutto si racchiude in uno stile definito "Danza della Morte".
I suoi attacchi orizzontali e verticali, come si può notare consultando l'elenco mosse, prendono quasi sempre il nome di uccelli o di stili di danza come "Canarie Waltz" (Valzer delle canarie), Nightingale Jig (Giga dell'usignolo), Ibis Minuetto (Minuetto degli Ibis). Attacchi di lancio prendono il nome da elementi tutt'al più fiabeschi come Glass Slippers (Pantofole di vetro), Death Spindle (Mandrino della morte), Poison Apple (Mela avvellenata). Altri attacchi ancora prendono il nome da tecniche musicali come Backstep Pizzicato (Passo indietro pizzicato), Blazing Cadenza (Cadenza fiammeggiante), Cross Wing Legato (Legato di incrocio ali).

## Relazioni
- Serva di Nightmare che ha il compito di mantenere viva Soul Edge.
- Accompagnata da uno stormo di corvi chiamati Watchers.
- Minaccia Sophitia Alexandra di rapire i suoi figli.
- Uccide uno dei membri del clan di Yoshimitsu.
- Motiva Cervantes De Leon a cercare la Soul Edge prima degli eventi di Soulcalibur III.
- Motiva Astharot e Maxi a raggiungere i loro obiettivi prima degli eventi di Soulcalibur IV.
- Bisogna fare coppia con Tira per permetterle di dare a Soul Edge un nuovo corpo.